# 9748 ван Остайєн
9748 ван Остайєн (9748 van Ostaijen) — астероїд головного поясу, відкритий 4 лютого 1989 року.
Тіссеранів параметр щодо Юпітера — 3,554.
Названо на честь бельгійського поета Пола ван Остайєна нід. Paul van Ostaijen, 1896 — 1928).